# Róža Domašcyna
Róža Domašcyna (Zerna, Njemačka, 11. kolovoza 1951.) - pjesnikinja, esejistica, dramaturginja, urednica i prevoditeljica koja piše na lužičkosrpskom i njemačkom jeziku. Članica je njemačkog PEN centra i Saske umjetničke akademije.
Róža Domašcyna najistaknutija je predstavnica suvremene lužičko-srpske poezije koja, u vezi s poetikom Kita Lorenca, zahvaća aktualni razvoj lužičke kulture. U njezinom radu tema smrti postupno postaje "novi početak", raznolika po motivima prirode. To odumiranje i novo rođenje prikazano je prvenstveno na temelju jezika. U svojim stihovima tražila je vlastiti identitet i predstavljala prijeteću temu propasti vlastite kulture. 
Domašcyna je počela pisati na gornjolužičkom-srpskom, ali je od studija u Leipzigu prevodila svoje tekstove na njemački. No, ovdje se ne radi o prijevodu u uobičajenom smislu, već o drugoj autoverziji i nije uvijek moguće razlučiti koja je originalna ili "prva". Upravo je ta dvojezičnost dinamički princip njezinih tekstova.